# Internationale Organisation der Wertpapieraufsichtsbehörden
Die Internationale Organisation der Wertpapieraufsichtsbehörden (kurz IOSCO von engl. International Organization of Securities Commissions) wurde 1983 als internationale Vereinigung von Börsenaufsichtsbehörden in der Nachfolge einer gleichnamigen rein-amerikanischen Organisation aus dem Jahr 1973 gegründet. Sie hat ihren Sitz im spanischen Madrid. Ihr Ziel ist die Förderung weltweiter einheitlicher Börsen- und Wertpapierzulassungsstandards.
Die IOSCO empfahl im Jahr 2000 ihren Mitgliedern, die IAS bzw. IFRS für das Listing an nationalen Börsen zuzulassen. Seit 2005 ist jede kapitalmarktorientierte Muttergesellschaft mit Sitz in einem EU-Land zur Erstellung eines IFRS-Konzernabschlusses verpflichtet.